# Gadira leucophthalma
Gadira leucophthalma là một loài bướm đêm trong họ Crambidae.